# Ichneumon sexmaculatus
Ichneumon sexmaculatus là một loài tò vò trong họ Ichneumonidae.